# Дятел чилійський
Дятел чилійський (Veniliornis lignarius) — вид дятлоподібних птахів родини дятлових (Picidae). Мешкає в Андах.

## Опис

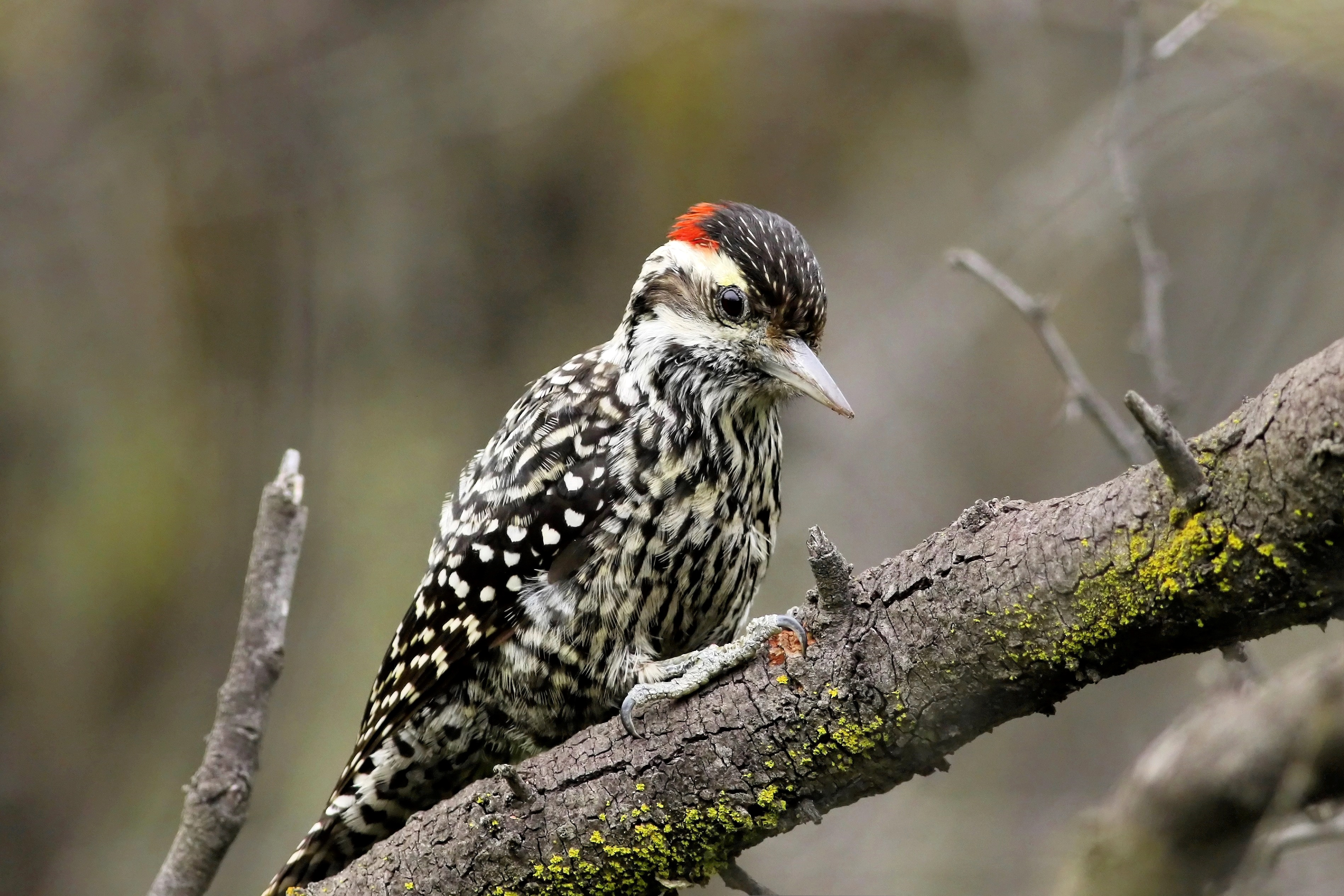
Чилійський дятел

Довжина птаха становить 19-19 см. Забарвлення строкате, чорно-біле: верхня частина тіла чорнувата, поцяткована білими плямками, нижня частина тіла білувата, поцяткована чорними плямками. Верхня частина голови чорна, у самців на потилиці є червона пляма. Крила чорна. поцятковані білими плямами, нижні покривні пера крил білі. На скронях широкі чорнуваті смуги.

## Таксономія
Довгий час чилійського дятла відносили до роду Трипалий дятел (Picoides), однак за результатами молекулярно-генетичного дослідження смугастохвостий дятел був переведений до роду Дзьоган (Veniliornis). Він є сестринським видом по відношенню до смугастохвостого дятла, а їхнім найближчим родичем є смугастокрилий дзьоган.

## Поширення і екологія
Ареал чилійських дятлів є розірваним. Північна популяція мешкає в центральній і південній Болівії та на північному заході Аргентини (Жужуй, Сальта). Південна популяція мешкають в Чилі (від Кокімбо на південь до Магальянеса) та на заході Аргентини (Неукен, Ріо-Негро, Чубут, Санта-Крус, взимку мігрують до Ла-Ріохи). Вони живуть у високогірних чагарникових заростях, в гірських помірних нотофагусових лісах, в садах і на пасовищах. Зустрічаються на висоті від 1600 до 4000 м над рівнем моря.